# 츠네마츠 아유미
츠네마츠 아유미(일본어: 恒松 あゆみ 쓰네마쓰 아유미[*], 1981년 9월 26일~)는 일본의 여자 성우다.

## 출연 작품

### TV 애니메이션
2003년
- 어벤져(피터)
- 위험최강 단거 할아버지(손자)

2004년
- 메이저 1기(하세가와)
- 조이드 퓨저스(챠오)

2005년
- 건퍼레이드 오케스트라(긴죠 미키)

2006년
- 키라링 레볼루션(티나 거랜드)
- 서쪽의 착한 마녀(빈센트 클레멘시아 다키테느)

2007년
- 슈팅 바쿠간(하피)
- 기동전사 건담 OO(마리나 이스마일)
- 히토히라(아야세 사치에)

2008년
- 스킵 비트(아사미 하루키)
- 기동전사 건담 OO 세컨드 시즌(마리나 이스마일)

2010년
- SD 건담 삼국전(초선 큐베레이)

2011년
- 페이트 제로(히사우 마이야)
- 꽃이 피는 첫걸음(가와지리 다카코)

### OVA
2009년
- 이 세계의 성기사 이야기(메자이아 프란)